# 8553 Bradsmith
8553 Bradsmith eller 1995 HG är en asteroid i huvudbältet som upptäcktes den 20 april 1995 av de båda japanska astronomerna Kazuro Watanabe och Kin Endate vid Kitami-observatoriet. Den är uppkallad efter den amerikanske astronomen Bradford A. Smith.